# Moldova Center
Moldova Center este o cladire de tipul mixt, cu o suprafata totala inchiriabila de peste 16.900 mp, combinand zona de birouri cu cea comerciala. Conceptul realizat amplifica starea de bine a angajatilor din spatiile de birouri si a tuturor celor care locuiesc in zona sau viziteaza centrul orasului. Cladirea are 6 etaje cu o suprafata tipica de aproximativ 2400 mp/etaj.
Este locul ideal conceput pentru a oferi o creștere excepțională într-un mediu de calitate, unde companiile din industriile IT&C și R&D pot dezvolta și inspira oamenii. Moldova Center utilizează cele mai eficiente tehnologii pentru a menține costurile de utilizare cât mai reduse și în același timp pentru a se acorda la cele mai aplicate tendințe de dezvoltare “verde”.
La parter se regaseste o zona retail generoasa, cu supermarket, banca, cofetarie si diverse servicii.
A fost inaugurat pe 31 martie 2006. Prisecariu a vândut centrul comercial în martie 2006, cu o săptămână înainte de lansare, pentru suma de 34,5 milioane de euro, către fondul britanic de investiții Equest Balkan Properties. 